# Jordi Barretina Ginesta
Jordi Barretina Ginesta (Viladamat, Alt Empordà, 1976) és un bioquímic i investigador català.
Llicenciat i doctor en Bioquímica i Biologia Molecular per la Universitat Autònoma de Barcelona el 2004, després de fer la seva tesi doctoral sobre la SIDA a l'Institut IrsiCaixa de l'hospital Germans Trias i Pujol de Badalona, el 2005 va marxar a Boston, als Estats Units, per incorporar-se al Dana-Farber Cancer Institute de la Harvard Medical School com a investigador postdoctoral en càncer. En aquest període va desenvolupar el Sarcoma Genome Project i va descobrir diverses alteracions genòmiques específiques que donaven lloc a dianes per a noves teràpies dirigides per als sarcomes.
El 2008 va passar a formar part del Broad Institute of Harvard and MIT a Cambridge, als Estats Units, des d'on va liderar el projecte de l'Enciclopèdia de Línies Cel·lulars de Càncer, finançat per la companyia Novartis, que descrivia les alteracions genètiques de més de mil models de laboratori en càncer per ajudar a predir la resposta a diferents tipus de tractaments oncològics. El 2011 es va incorporar com a cap de Laboratori de Recerca Oncològica Translacional als Instituts d'Investigació Biomèdica de la companyia Novartis a Cambridge, càrrec que va ocupar fins a la seva incorporació a l'Institut d'Investigació Biomèdica de Girona Dr. Josep Trueta (IDIBGI).
Fou el director de l'IDIBGI des del febrer del 2017, fins a l'octubre del 2020, en què passa a ocupar el càrrec de director de l'Institut de Recerca en Ciències de la Salut Germans Trias i Pujol (IGTP), tot i que continua vinculat a l'IDIBGI com a investigador.